# Färlövs landskommun
Färlövs landskommun var en tidigare kommun i dåvarande Kristianstads län.

## Administrativ historik
Kommunen bildades i Färlövs socken i Östra Göinge härad i Skåne när 1862 års kommunalförordningar trädde i kraft. 
Vid kommunreformen 1952 uppgick kommunen i Araslövs landskommun som uppgick 1967 i Kristianstads stad som 1971 ombildades till Kristianstads kommun.

## Politik

### Mandatfördelning i Färlövs landskommun 1938-1946
| 15 | 9 |

| 24 |

| 14 | 10 |

| 24 |

| 3 | 10 | 11 |

| 23 |